# Renato Teixeira
Renato Teixeira de Oliveira (Santos, 20 de maio de 1945) é um compositor, cantor e músico brasileiro. É autor de conhecidas canções, como "Romaria" (grande sucesso na gravação de Elis Regina, em 1977), "Tocando em Frente" (em parceria com Almir Sater, gravada também por Maria Bethânia), "Dadá Maria" (em dueto com Gal Costa), "Frete" (tema de abertura do seriado Carga Pesada, da Rede Globo, além de "Amanheceu", também criou, junto com Sérgio Mineiro e Sérgio Campanelli o jingle "Balas de leite Kids", entre outros.
É pai da atriz Isabel Teixeira, do músico Chico Teixeira e da cineasta Antonia Teixeira. Antonia se casou com um astro do rock internacional, Evan Dando, da banda Lemonheads. Antonia foi casada com Rodrigo Sater, irmão do violeiro Almir Sater, com quem teve duas filhas.

## Carreira
Em 1990, apresentou o programa Tom Brasileiro na Rede Record, no qual, além de cantar, apresentava artistas que valorizavam a música nacional.
Renato Teixeira compôs a música "Rapaz caipira", como crítica à atual música sertaneja de consumo, fazendo renascer a expressão "música caipira". É um defensor aberto da música de raiz, caipira, que ainda sobrevive apesar dos desvios da música sertaneja. Em 2010 gravou Amizade Sincera em parceria com seu amigo de longa data  e outro bastião do gênero caipira, Sérgio Reis. Também compôs uma canção com Victor Chaves, da dupla Victor & Leo.

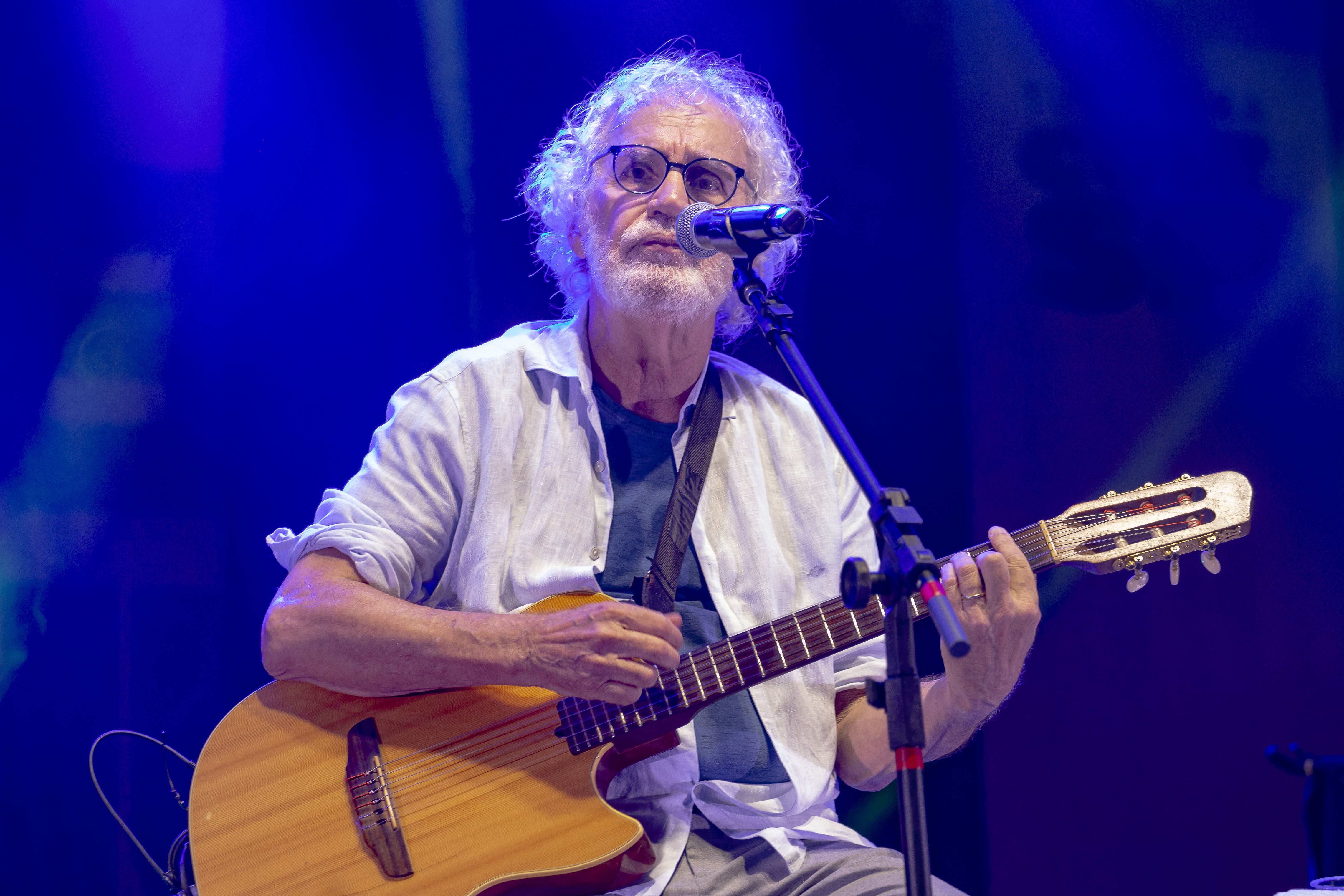
Festival Revelando SP em São José dos Campos (2023)

Em dezembro de 2015, Renato Teixeira e Almir Sater lançaram o álbum AR nas plataformas digitais. Apesar de parceiros musicais e amigos de longa data, foi a primeira vez que os artistas realizam um projeto juntos. Gravado entre o Brasil e Nashville, Estados Unidos, com produção do norte-americano Eric Silver, o álbum traz 10 músicas inéditas compostas pela dupla. Os artistas navegam pelas vertentes do country ao folk, sem perder sua essência, agregando ao purismo da música caipira e seus ritmos genuínos. Por este álbum, Almir e Renato ganharam em 2016 os prêmios de melhor dupla regional na 27.ª edição do Prêmio da Música Brasileira e de Melhor Álbum de Música Regional ou de Raizes Brasileiras no 17.º Grammy Latino. A música do álbum "D de Destino", composta por Almir, Paulo Simões e Renato, foi indicada ao prêmio de Melhor Canção em Língua Portuguesa do Grammy.
Atualmente mora em Dourados, Mato Grosso do Sul.

## Discografia
- 1969 - Maranhão e Renato Teixeira
- 1971 - Álbum de Família
- 1973 - Paisagem
- 1978 - Romaria
- 1979 - Amora
- 1980 - Garapa
- 1981 - Uma Doce Canção
- 1982 - Um Brasileiro Errante
- 1984 - Azul
- 1985 - Terra Tão Querida
- 1986 - Renato Teixeira
- 1990 - Amizade Sincera
- 1992 - Ao Vivo em Tatuí (com Pena Branca & Xavantinho)
- 1995 - Aguaraterra (com Xangai)
- 1996 - Sonhos Guaranis
- 1997 - Um Poeta e Um Violão
- 1998 - Ao Vivo no Rio
- 2000 - Alvorada Brasileira (com Natan Marques)
- 2000 - O Novo Amanhecer (com Zé Geraldo)
- 2002 - Cantoria Brasileira
- 2003 - Cirandas, Folias e Cantigas do Povo Brasileiro
- 2004 - Renato Teixeira e Rolando Boldrin
- 2007 - Ao Vivo no Auditório Ibirapuera
- 2010 - Amizade Sincera (com Sérgio Reis)
- 2015 - Amizade Sincera II (com Sérgio Reis)
- 2016 - AR (com Almir Sater)